# 张远松
张远松（1971年6月—），女，苗族，湖南省沅陵县人，中华人民共和国政治人物。曾任中共怀化市委宣传部部长、中共靖州苗族侗族自治县委书记、靖州苗族侗族自治县人民政府县长。

## 生平
1971年6月，张远松出生在湖南省沅陵县。992年3月，张远松加入中国共产党，同年7月，张远松成为怀化交通职业技术学校一名教师，期间的1993年至1996年同时在北京师范大学中文系学习。1994年9月，张远松进入政界，成为怀化市科技研究所办公室的一名干部。次年2月成为中共怀化市委办公室的一名干部。1998年1月，张远松出任怀化市鹤城区督查室主任。同年11月，张远松调任鹤城区鸭咀岩乡党委委员、副书记，1999年3月出任鸭咀岩乡党委副书记、政府乡长，2000年12月升任党委书记。2001年9月，张远松调任鹤城区物价局党组副书记、局长。2002年7月，张远松下调到新晃侗族自治县任中共新晃县委常委、宣传部长，2006年6月转任组织部长，2008年4月升任新晃侗族自治县人民政府常务副县长。2009年3月，张远松调回怀化市，出任中共怀化市委副秘书长、办公室副主任，同年11月兼任市委督查室主任。2011年12月，张远松调任中共靖州苗族侗族自治县委副书记、县人民政府代理县长，次年2月正式兼任县长。2015年12月，张远松升任中共靖州苗族侗族自治县委委员、常委、书记。2021年9月，张远松调任中共怀化市委常委、宣传部部长。

### 落马
2024年5月10日，张远松涉嫌“严重违纪违法”接受湖南省纪委监委纪律审查和监察调查。11月2日，张远松遭到开除党籍开除公职处分，随后遭到逮捕。